# Patrick Delorme
Patrick Delorme ist ein französischer Mathematiker, der sich mit Harmonischer Analysis befasst.
Delorme wurde 1975 an der Universität Paris VI bei Alain Guichardet promoviert (Thèse de 3ème cycle: 1-cohomologie et produits tensoriels continus de représentations). 1978 erfolgte der zweite Teil der Promotion (Thèse d’Etat).  Er ist Emeritus Professor an der Universität Aix-Marseille (Institut de Mathématiques de Marseille).
Er befasst sich mit harmonischer Analysis auf reduktiven symmetrischen Räumen (unter anderem Analogon des Satz von Paley-Wiener für symmetrische  Räume, unabhängig von E. van den Ban und H. Schlichtkrull).
Delorme war eingeladener Sprecher auf dem  Internationalen Mathematikerkongress in Peking 2002 (Harmonic analysis on real reductive symmetric spaces).
2009 wurde er Mitglied des Institut Universitaire de France. 2000 erhielt er den Prix Ernest Déchelle der Académie des Sciences.

## Schriften
- Herausgeber mit Michèle Vergne:  Noncommutative harmonic analysis in honor of Jacques Carmona, Birkhäuser 2012
- Herausgeber mit  Jacques Carmona, Michèle Vergne: Proceedings of the sixth international conference on harmonic analysis and Lie groups held in Marseille-Luminy, June 24-29, 1985. Lecture Notes in Mathematics 1243, Springer 1987
  - Darin von Delorme: Noncommutative harmonic analysis and Lie groups.
- mit Jacques Carmona: Fourier transform on the Schwartz space of a reductive symmetric space, Invent. Math., Band 134, 1998, S. 59–99
- Plancherel formula for reductive symmetric spaces, Ann. of Math. (2), Band 147, 1998, S. 417–452
- mit Jean-Luc Brylinski: H-invariant distribution vectors for the generalized principal series of reducible symmetric spaces and meromorphic extension of Eisenstein integral, Invent. Math., Band 109, 1992, S. 619–664
- mit Laurent Clozel: Le théorème de Paley-Wiener invariant pour les groupes de Lie réductifs. Teil 1, Invent. Math., Band 77, 1984, S. 427–453
- 1-cohomologie des représentations unitaires des groupes de Lie semi-simples et résolubles. Produits tensoriels continus de représentations. Bull. Soc. Math. France, Band 105, 1977, S. 281–336